# Le Seigneur des anneaux (série radiophonique de 1981)
Pour les articles homonymes, voir Le Seigneur des anneaux (homonymie).
Le Seigneur des anneaux, roman de J. R. R. Tolkien, est l'objet d'une adaptation radiophonique en vingt-six épisodes d'une demi-heure, diffusés sur BBC Radio 4 en 1981.
La série, adaptée par Brian Sibley et Michael Bakewell avec une musique de Stephen Oliver, est fidèle au roman d'origine, utilisant fréquemment les formulations mêmes employées par Tolkien. Quelques modifications ont été apportées : passages coupés (notamment les séquences avec Tom Bombadil), déplacés ou ajoutés.

## Diffusions et parution
Après une première diffusion de mars à août 1981, la série est rediffusée en 1982 en treize épisodes d'une heure. Elle est commercialisée au format cassette et CD en 1987. À la suite du succès des films de Peter Jackson, la série est rééditée en CD en 2002, avec un prologue et un épilogue inédits enregistrés par Ian Holm, interprète de Frodon dans la série d'origine et de son oncle Bilbon dans les films de Jackson.

## Épisodes
1. The Long Awaited Party (première diffusion le 8 mars 1981)
2. The Shadow of the Past (15 mars 1981)
3. The Black Riders (22 mars 1981)
4. Trouble at the Prancing Pony (29 mars 1981)
5. The Knife in the Dark (5 avril 1981)
6. The Council of Elrond (12 avril 1981)
7. The Fellowship of the Ring (19 avril 1981)
8. The Mines of Moria (26 avril 1981)
9. The Mirror of Galadriel (3 mai 1981)
10. The Breaking of the Fellowship (10 mai 1981)
11. The Riders of Rohan (17 mai 1981)
12. Treebeard of Fangorn (24 mai 1981)
13. The King of the Golden Hall (31 mai 1981)
14. Helm's Deep (7 juin 1981)
15. The Voice of Saruman (14 juin 1981)
16. The Black Gate Is Closed (21 juin 1981)
17. The Window on the West (28 juin 1981)
18. Minas Tirith (5 juillet 1981)
19. Shelob's Lair (12 juillet 1981)
20. The Siege of Gondor (19 juillet 1981)
21. The Battle of Pelennor Fields (26 juillet 1981)
22. The Houses of Healing (2 août 1981)
23. Mount Doom (9 août 1981)
24. The Return of the King (16 août 1981)
25. Homeward Bound (23 août 1981)
26. The Grey Havens (30 août 1981)

## Distribution
- Gerard Murphy (en) : narrateur[3]
- Ian Holm : Frodon Sacquet
- Michael Hordern: Gandalf
- William Nighy : Sam Gamegie
- Robert Stephens : Aragorn
- David Collings : Legolas
- Douglas Livingstone : Gimli
- John McAndrew : Pippin
- Richard O'Callaghan : Merry
- Michael Graham Cox : Boromir
- Peter Woodthorpe : Gollum
- Jack May : Théoden
- Elin Jenkins : Éowyn
- John Bott : le père Maggotte
- Anthony Hyde : Éomer
- Peter Vaughan : Denethor
- Stephen Thorne : Sylvebarbe
- Andrew Seear : Faramir
- John Le Mesurier : Bilbon Sacquet
- James Grout : Prosper Poiredebeurré
- Marian Diamond : Galadriel
- Paul Brooke : Gríma
- Philip Voss : le Roi-Sorcier d'Angmar
- Hugh Dickson : Elrond
- Peter Howell : Saroumane
- John Rye : la Bouche de Sauron
- Simon Cadell : Celeborn